# Österreichische Fußballnationalmannschaft (U-20-Männer)
Die österreichische U-20-Fußballnationalmannschaft ist eine Auswahlmannschaft österreichischer Fußballspieler. Sie untersteht dem Österreichischen Fußball-Bund und repräsentiert diesen auf der U-20-Ebene. Spielberechtigt sind Spieler, die ihr 20. Lebensjahr noch nicht vollendet haben und die österreichische Staatsangehörigkeit besitzen. Der aktuelle Jahrgang bezieht sich auf alle Spieler die am 1. Januar 1995 oder später geboren sind.

## Geschichte

### Teilnahme an U-20-Weltmeisterschaften
| Jahr | Gastgeber     | Ergebnis           | S | U | N | Tore |
| ---- | ------------- | ------------------ | - | - | - | ---- |
| 1977 | Tunesien      | Vorrunde           | 0 | 1 | 2 | 1:6  |
| 1979 | Japan         | nicht qualifiziert | – | – | – | –    |
| 1981 | Australien    | nicht qualifiziert | – | – | – | –    |
| 1983 | Mexiko        | Vorrunde           | 0 | 0 | 3 | 0:10 |
| 1985 | UdSSR         | nicht qualifiziert | – | – | – | –    |
| 1987 | Chile         | nicht qualifiziert | – | – | – | –    |
| 1989 | Saudi-Arabien | nicht qualifiziert | – | – | – | –    |
| 1991 | Portugal      | nicht qualifiziert | – | – | – | –    |
| 1993 | Australien    | nicht qualifiziert | – | – | – | –    |
| 1995 | Katar         | nicht qualifiziert | – | – | – | –    |
| 1997 | Malaysia      | nicht qualifiziert | – | – | – | –    |
| 1999 | Nigeria       | nicht qualifiziert | – | – | – | –    |
| 2001 | Argentinien   | nicht qualifiziert | – | – | – | –    |
| 2003 | VAE           | nicht qualifiziert | – | – | – | –    |
| 2005 | Niederlande   | nicht qualifiziert | – | – | – | –    |
| 2007 | Kanada        | Platz 4            | 3 | 2 | 2 | 6:6  |
| 2009 | Ägypten       | nicht qualifiziert | – | – | – | –    |
| 2011 | Kolumbien     | Vorrunde           | 0 | 1 | 2 | 0:7  |
| 2013 | Türkei        | nicht qualifiziert | – | – | – | –    |
| 2015 | Neuseeland    | Achtelfinale       | 1 | 2 | 1 | 3:4  |
| 2017 | Südkorea      | nicht qualifiziert | – | – | – | –    |
| 2019 | Polen         | nicht qualifiziert | – | – | – | –    |

#### WM 1977 in Tunesien
Österreich war bei der ersten Junioren-Fußballweltmeisterschaft 1977 gemeinsam mit fünf anderen Nationen der UEFA vertreten. Die Mannschaft traf in Gruppe D auf Paraguay (0:1), Irak (1:5) und die Sowjetunion (0:0). Nach der Vorrunde war das Turnier für das junge Team bereits wieder vorbei. Bekanntester Spieler des Teams war Werner Gregoritsch.
Kader zur WM 1977:
- Trainer: Alfred Hohenberger
- Spieler: Josef Heinisch, Erich Weidenauer; Karl Kolla, Johann Koller, Oswald Steiger, Armin Kunert, Wolfgang Augustin, Peter Netuschill, Heinz Weiss, Gebhard Hammerle, Franz Zore, Werner Gregoritsch, Helmut Wartinger, Peter Müller, Adolf Meyer, Martin Lefor

#### WM 1983 in Mexiko
Österreich konnte sich als einzige Nation aus dem deutschsprachigen Raum für die WM-Endrunde 1983 qualifizieren, schied aber tor- und punktlos nach der Vorrunde aus. Gegner in Gruppe C waren Tschechoslowakei (0:4), Argentinien (0:3) und China (0:3). Trotz dieser eher enttäuschenden Leistung bei der WM schafften es Spieler wie Franz Wohlfahrt, Andreas Ogris, Toni Polster und Rupert Marko ins A-Team der Nationalmannschaft und wurden zu fixen Größen bei ihren Vereinen.
Kader zur WM 1983:
- Trainer: Gerhard Hitzel
- Tor: Franz Wohlfahrt, Walter Obexer, Michael Gabriel
- Abwehr: Robert Frind, Josef Kleinbichler, Hannes Gort, Michael Strobl
- Mittelfeld: Andreas Cvetko, Alfred Tatar, Alfred Stumpfl, Günter Haizinger, Gerald Rieder, Josef Hrstic
- Sturm: Andreas Ogris, Toni Polster, Rupert Marko, Bernd Walcher, Alois Weinrich

#### WM 2007 in Kanada

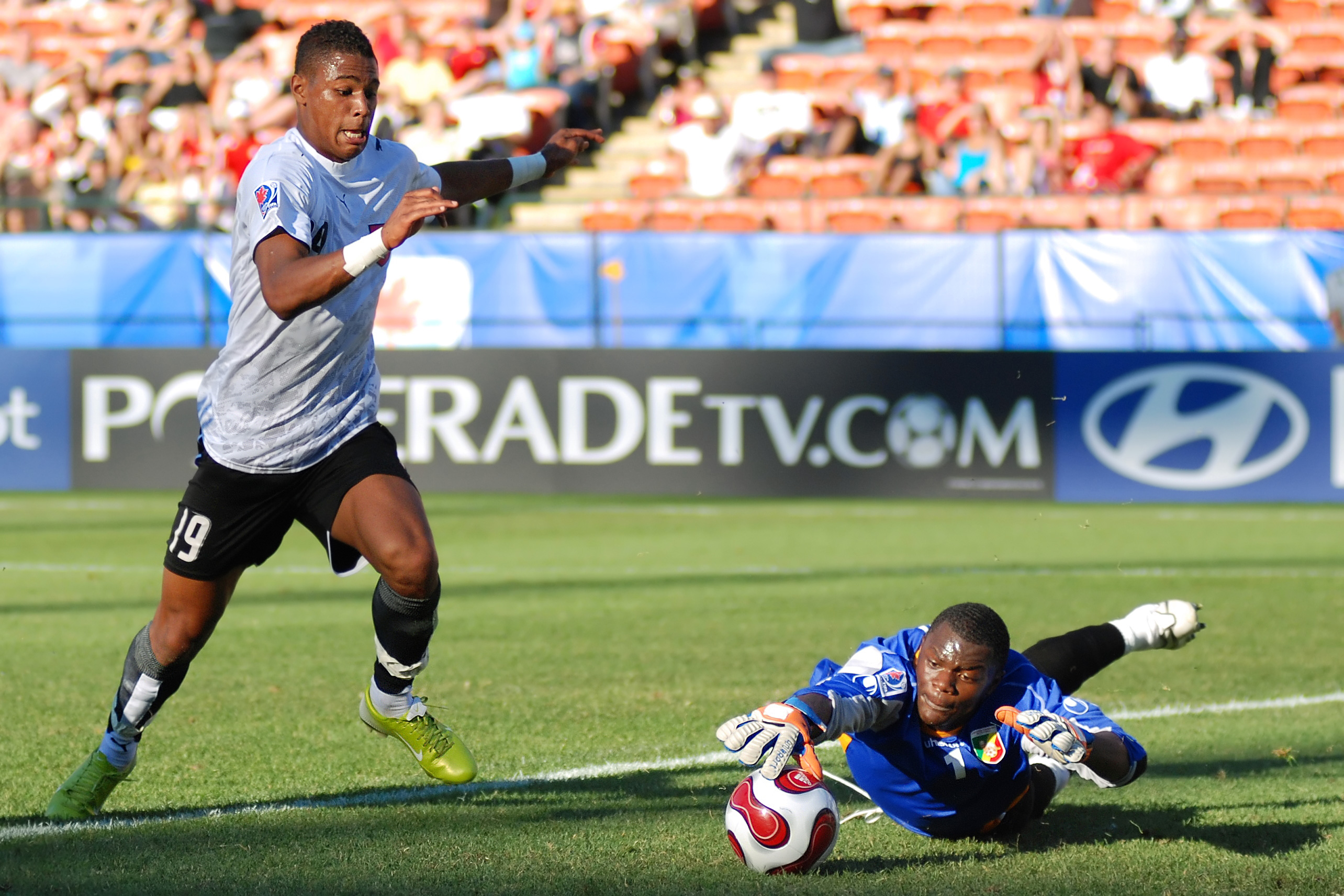
Rubin Okotie bei der WM 2007 in Kanada im Spiel gegen den Kongo

Österreich konnte sich durch den Semifinaleinzug bei der U-19-Fußballeuropameisterschaft 2006 in Polen, wo man am späteren Gewinner Spanien scheiterte, für die Junioren-Fußballweltmeisterschaft 2007 in Kanada qualifizieren. In Gruppe A traf man auf Kongo, Gastgeber Kanada und Chile (0:0). Im Achtelfinale schlug man Gambia, genau so wie die USA im Viertelfinale. Im Halbfinale traf man auf Tschechien, denen man unterlag. Im Spiel um Platz 3 wartete der vorherige Gruppengegner Chile, denen man sich diesmal geschlagen geben musste. Die Mannschaft rund um Kapitän Sebastian Prödl und Trainer Paul Gludovatz entfachte mit diesem vierten Platz ein Jahr vor der Heim-Europameisterschaft eine kleine Euphoriewelle. Das Viertelfinale, Halbfinale und das Spiel um Platz 3 wurde sogar auf ORF ausgestrahlt.
Kader zur WM 2007:
- Tor: Bartoloměj Kuru, Andreas Lukse, Michael Zaglmair
- Abwehr: Thomas Panny, Daniel Gramann, Sebastian Prödl , Markus Suttner, Thomas Pirker, Michael Madl, Siegfried Rasswalder
- Mittelfeld: Michael Stanislaw, Veli Kavlak, Zlatko Junuzović, Peter Hackmair, Bernhard Morgenthaler, Ingo Enzenberger, Tomas Šimkovič, Thomas Hinum
- Sturm: Martin Harnik, Erwin Hoffer, Rubin Okotie

| 1. Gruppenspiel, Mo., 2. Juli 2007, 17:45 Uhr in Edmonton  |   |            |                      |
| Kongo                                                      | – | Österreich | 1:1 (0:1)            |
| 2. Gruppenspiel, Do., 5. Juli 2007, 17:45 Uhr in Edmonton  |   |            |                      |
| Österreich                                                 | – | Kanada     | 1:0 (0:0)            |
| 3. Gruppenspiel, So., 8. Juli 2007, 20:00 Uhr in Toronto   |   |            |                      |
| Österreich                                                 | – | Chile      | 0:0                  |
| Achtelfinale, Mi., 11. Juli 2007, 14:15 Uhr in Edmonton    |   |            |                      |
| Österreich                                                 | – | Gambia     | 2:1 (1:0)            |
| Viertelfinale, Sa., 14. Juli 2007, 14:15 Uhr in Toronto    |   |            |                      |
| Österreich                                                 | – | USA        | 2:1 n. V. (1:1, 1:1) |
| Halbfinale, Mi., 18. Juli 2007, 17:45 Uhr in Edmonton      |   |            |                      |
| Österreich                                                 | – | Tschechien | 0:2 (0:2)            |
| Spiel um Platz 3, So., 22. Juli 2007, 12:15 Uhr in Toronto |   |            |                      |
| Österreich                                                 | – | Chile      | 0:1 (0:1)            |

#### WM 2011 in Kolumbien
Österreich qualifizierte sich gemeinsam mit fünf anderen europäischen Nationen bei der U19-Europameisterschaft 2010 in Frankreich für die U20-WM 2011 in Kolumbien. Die Auswahl spielte in der Vorrunde in Gruppe E am 29. Juli gegen Panama, am 1. August gegen Brasilien und am 4. August gegen Ägypten.
Die Vorbereitung auf die Endrunde war vor allem vom Kampf von Trainer Heraf um die Abstellung einiger Leistungsträger geprägt. So erhielten die A-Team-Spieler David Alaba und Aleksandar Dragović keine Freigabe von ihren Vereinsmannschaften. Ebenso musste Heraf auf Raphael Holzhauser verzichten, dem er im Vorfeld eine zentrale Rolle in seinem Taktikschema zusprach. Kurz vor der Nennfrist für den endgültigen Kader gab der FC Red Bull Salzburg überraschend die Freigabe für den Offensivspieler Georg Teigl, um dessen Freistellung es ebenfalls im Vorfeld zu Kontroversen kam. Martin Hinteregger, einem Fixpunkt in der Defensive, wurde die Freigabe jedoch verweigert. Von den verletzungsbedingten Ausfällen wog der des Inter-Mailand-Legionärs Christoph Knasmüllner am schwersten, der zuvor im U19-Team überwiegend starke Leistungen erbracht hatte. Bereits in Kolumbien, einen Tag vor dem Auftaktspiel gegen Panama, fiel mit Marco Djuricin ein weiterer Stammspieler verletzungsbedingt aus; er wurde umgehend durch Radovan Mitrović ersetzt. Hinzu kam ein öffentlich ausgetragener Streit mit seinem Vorgänger Paul Gludovatz, der ihm über die Medien fehlendes Engagement bei der Kaderzustammenstellung vorwarf.
Das Turnier selbst verlief nicht nach Wunsch, da man bereits in der Vorrunde ausschied. Gegen Panama (0:0), den späteren Weltmeister Brasilien (0:3) und Ägypten (0:4) blieb man in Gruppe E ohne Torerfolg.
Kader zur WM 2011:
- Tor: Samuel Radlinger, Christoph Riegler, Philip Petermann
- Abwehr: Richard Windbichler, Emir Dilaver, Lukas Rotpuller, Michael Schimpelsberger , Patrick Farkas, Lukas Rath,
- Mittelfeld: Tobias Kainz, Kevin Stöger, Robert Gucher, Daniel Offenbacher, Marcel Ziegl, Georg Teigl, Marco Meilinger, Christian Klem, Daniel Schütz
- Sturm: Andreas Weimann, Radovan Mitrović, Robert Žulj

#### WM 2015 in Neuseeland
Über die U-19-Fußball-Europameisterschaft 2014 qualifizierten sich die Österreicher für die U20-WM in Neuseeland. In der Gruppenphase konnte die Mannschaft nach einem Sieg gegen Panama und zwei Unentschieden gegen Ghana und Argentinien, den zweiten Platz in der Gruppe B erreichen. Im Achtelfinale scheiterte man allerdings an Usbekistan.

## Erfolge
- 5 WM-Endrunden-Teilnahmen: 1977, 1983, 2007, 2011, 2015
- 4. Platz U-20-WM 2007 in Kanada
- 1× Mannschaft des Jahres (Bruno): 2007